# مريض
المريض (الجمع: مَرْضَى، مُرَضَاء) هو أي شخص يتلقى العناية الطبية أو الرعاية أو العلاج الطبي. وهذا الشخص غالباً ما يكون عليلا أو مجروحا وفي حاجة للعلاج بواسطة طبيب أو أي مختص طبي آخر. ويُعتبر الشخص الذي يزور الطبيب من أجل الفحص الدوري مريض.

## التسميات الأخرى

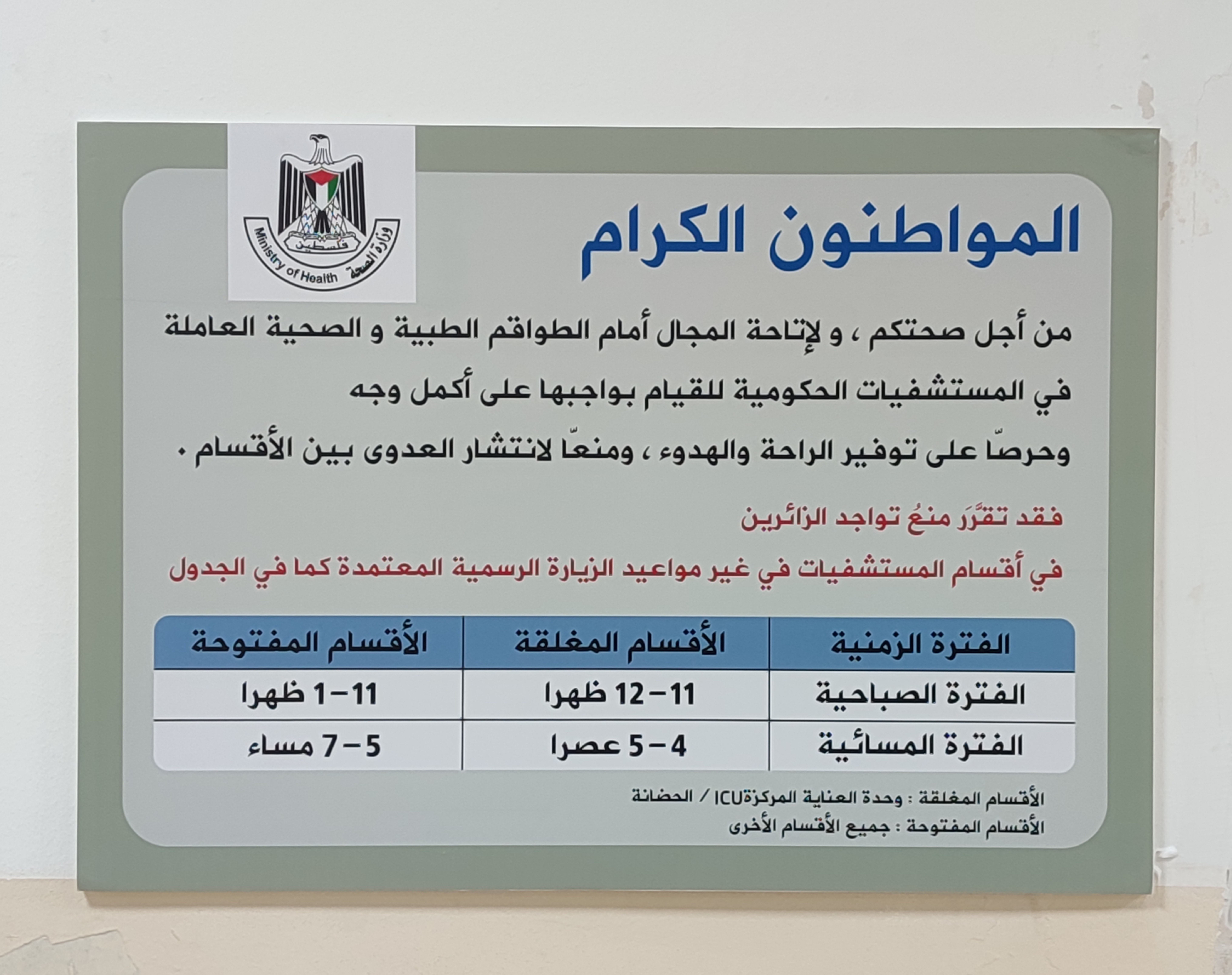
مواعيد زيارة المرضى في مستشفيات وزارة الصحة الفلسطينية

لا يُستخدم مصطلح «مريض» دائماً للإشارة للشخص الذي يتلقى العناية الصحية لاعتبارات تتعلق «بحقوق الإنسان» و«الكرامة». وتُستخدم مسميات أخرى منها «مستهلك صحي» أو «مستهلك الخدمة الصحية» أو «الزبون» أو «العميل». وتُستخدم هذه المصطلحات والتسميات الأخرى في العالم الغربي.

## العيادات الخارجية والمرضى المنومين

### المريض غير المقيم والمريض المقيم
المريض غير المقيم هو المريض الذي لا يبيت في المستشفى ولكنه المريض الذي يزور أحد المستشفيات أو العيادات أو أي منشأة مجهزة لتشخيص الأمراض وعلاجها. ويسمى العلاج بهذه الطريقة بالرعاية الجوالة.
وعلى الجانب الآخر فإن المريض المقيم هو الذي يُسجل دخوله بالمستشفى ويبيت فيها ليلاً أو لوقت محدد عادة ما يكون أيام أو أسابيع وفي بعض الحالات قد تكون سنوات.

## المريض في الإسلام

### الحث على زيارة المريض
عن أنس بن مالك رضي الله قال: عاد النَّبيُّ ﷺ رجُلًا قد جُهِد حتَّى صار مِثلَ الفَرْخِ فقال ﷺ: (هل كُنْتَ دعَوْتَ اللهَ بشيءٍ) ؟ قال: نَعم كُنْتُ أقولُ: اللَّهمَّ ما كُنْتَ مُعاقِبي به في الآخرةِ فعجِّلْه لي في الدُّنيا فقال صلَّى اللهُ عليه وسلَّم: (لا تستطيعُه أو لا تُطيقُه فهلَّا قُلْتَ: اللَّهمَّ آتِنا في الدُّنيا حَسنةً وفي الآخرةِ حَسنةً وقِنا عذابَ النَّارِ) ؟ قال: فدعا اللهَ فشفاه. رواه الترمذي  دل الحديث على زيارة الرسول ﷺ للمريض وهي قربة عظيمة وفيه حث عظيم على زيارة المرضى وأنها سبب في دخول الجنة.

## الرسول محمد يعود ويزور المرضى
المرض حالة إنسانية يستوي فيها الجميع المسلم وغير المسلم، والمريض يحتاج إلى من يزوره ويخفف عنه ويشدّ من أزره ويطمئنه، ولهذا كان محمد ﷺ لا يفرق في أوامره إلى أصحابه بين المريض المسلم وغير المسلم، فكثير من الأحاديث والأوامر صدرت بلفظ «عودوا المريض» بدون تحديد لديانته ولا لجنسه، فالكل في هذا الأمر سواء، ومن يتأمل فعله يجده أنه قد زار المسلم وغير المسلم، ومن ذلك: أنه ﷺ لمّا مرض عمه أبو طالب ولم يكن مسلمًا كان محمد ﷺ عنده، حتى إنه قال له حين حضره الموت: «قل لا إله إلا الله أشفع لك بها يوم القيامة». قال: يا ابن أخي لولا أن تعيرني قريش لأقررت عينيك بها فنزلت: ﴿إِنَّكَ لَا تَهْدِي مَنْ أَحْبَبْتَ وَلَكِنَّ اللَّهَ يَهْدِي مَنْ يَشَاءُ وَهُوَ أَعْلَمُ بِالْمُهْتَدِينَ ۝٥٦﴾ [القصص:56] .رواه ابن حبان
وزار غلامًا صغيرًا يهوديًّا في مرض موته، فيقول أنس: (كان غُلامٌ يَهودِيٌّ يَخدِمُ النبيَّ ﷺ فمَرِض، فأتاه النبيُّ ﷺ يَعودُه، فقعَد عِندَ رَأسِه، فقال له: أسلِمْ. فنظَر إلى أبيه وهو عندَه، فقال له: أطِعْ أبا القاسمِ ﷺ، فأسلَم، فخرَج النبيُّ ﷺ وهو يقولُ: الحمدُ للهِ الذي أنقَذه من النارِ). رواه البخاري

## آداب زيارة المريض
اختيار الوقت المناسب للزيارة وأن يخفف الجلوس وأن يغض البصر وأن يقلل السؤال وأن يظهر الاهتمام به وأن يخلص له في الدعاء وأن يوسع له في الأمل ويسليه بكلام طيب ويشير عليه بالصبر لما فيه من جزيل الأجر ويحذره من الجزع لما فيه من الوزر.

## أجر زيارة المريض

### الجلوس في معية الله
عَنْ أبي هريرة رضي الله عنه، قَالَ: قَالَ رَسُولُ اللهِ ﷺ: إِنَّ اللهَ، عَزَّ وَجَلَّ، يَقُولُ يَوْمَ الْقِيَامَةِ: يَا ابْنَ آدَمَ، مَرِضْتُ فَلَمْ تَعُدْنِي، قَالَ: يَا رَبِّ، كَيْفَ أَعُودُكَ وَأَنْتَ رَبُّ الْعَالَمِينَ، قَالَ: أَمَا عَلِمْتَ أَنَّ عَبْدِي فُلاَنًا مَرِضَ فَلَمْ تَعُدْهُ، أَمَا عَلِمْتَ أَنَّكَ لَوْ عُدْتَهُ لَوَجَدْتَنِي عِنْدَهُ، يَا ابْنَ آدَمَ، اسْتَطْعَمْتُكَ فَلَمْ تُطْعِمْنِي، قَالَ: يَا رَبِّ، وَكَيْفَ أُطْعِمُكَ وَأَنْتَ رَبُّ الْعَالَمِينَ؟ قَالَ: أَمَا عَلِمْتَ أَنَّهُ اسْتَطْعَمَكَ عَبْدِي فُلاَنٌ فَلَمْ تُطْعِمْهُ، أَمَا عَلِمْتَ أَنَّكَ لَوْ أَطْعَمْتَهُ لَوَجَدْتَ ذَلِكَ عِنْدِي، يَا ابْنَ آدَمَ، اسْتَسْقَيْتُكَ فَلَمْ تَسْقِنِي، قَالَ: يَا رَبِّ، كَيْفَ أَسْقِيكَ وَأَنْتَ رَبُّ الْعَالَمِينَ، قَالَ: اسْتَسْقَاكَ عَبْدِي فُلاَنٌ فَلَمْ تَسْقِهِ، أَمَا إِنَّكَ لَوْ سَقَيْتَهُ وَجَدْتَ ذَلِكَ عِنْدِي. أخرجه البخاري.
قال النووي: «قَالَ الْعُلَمَاء: إِنَّمَا أَضَافَ الْمَرَض إِلَيْهِ سُبْحَانه وَتَعَالَى، وَالْمُرَاد الْعَبْد تَشْرِيفًا لِلْعَبْدِ وَتَقْرِيبًا لَهُ. قَالُوا: وَمَعْنَى (وَجَدْتنِي عِنْده) أَيْ وَجَدْت ثَوَابِي وَكَرَامَتِي». رواه مسلم.

### صلاةالملائكةعليه
من فضائل وثمار عيادة المريض أن الملائكة تصلي على العائد وتستغفر له، فعنْ أَبِي فَاخِتَةَ، قَالَ: أَخَذَ عَلِيٌّ بِيَدِي، قَالَ: انْطَلِقْ بِنَا إِلَى الْحَسَنِ نَعُودُهُ، فَوَجَدْنَا عِنْدَهُ أَبَا مُوسَى، فَقَالَ عَلِيٌّ، عَلَيْهِ السَّلاَمُ: أَعَائِدًا جِئْتَ، يَا أَبَا مُوسَى، أَمْ زَائِرًا؟ فَقَالَ: لاَ، بَلْ عَائِدًا، فَقَالَ عَلِيٌّ: سَمِعْتُ رَسُولَ اللهِ ﷺ يَقُولُ: مَامِنْ مُسْلِمٍ يَعُودُ مُسْلِمًا غُدْوَةً، إِلاَّ صَلَّى عَلَيْهِ سَبْعُونَ أَلْفَ مَلَكٍ، حَتَّى يُمْسِيَ، وَإِنْ عَادَهُ عَشِيَّةً، إِلاَّ صَلَّى عَلَيْهِ سَبْعُونَ أَلْفَ مَلَكٍ، حَتَّى يُصْبِحَ، وَكَانَ لَهُ خَرِيفٌ فِي الْجَنَّةِ. أخرجه الإمام أحمد.

### نزول الرحمة والمغفرة
عن عُمَر بن الحَكَم بن رافع الأَنْصَارِي، قال: سَمِعْتُ جابر بن عبدالله، قال: سَمِعْتُ النَّبِيَّ ﷺ يَقُولُ: مَنْ عَادَ مَرِيضًا، خَاضَ فِي الرَّحْمَةِ، حَتَّى إِذَا قَعَدَ اسْتَقَرَّ فِيهَا.رواه البخاري.